# Chef'Special
Chef'Special is een Nederlandse band uit Haarlem. De band werd in 2008 gevormd door de vijf muzikale vrienden. Hun muziekstijl is een combinatie van verschillende genres, zoals funk, rap en pop, met rock, ska en een beetje reggae.

## Biografie

### Eerste jaren (2008-2014)
In 2008 ging Chef'Special met hun tourbus The Mrs., na een korte voorbereiding, op een rondreis door Europa. Deze tocht ging langs de kust van Frankrijk en Spanje. In november 2009 werd de ep Hungry uitgebracht, die met een concert gepresenteerd werd in het Patronaat in Haarlem.
In het voorjaar van 2010 bracht de band de videoclip van de single Too Far Gone uit. Wouter Prudon bedacht, met hulp van studenten van de Filmacademie in Amsterdam, een videoclip, waarin Matthijs van Nieuwkerk en het programma De Wereld Draait Door een belangrijke rol speelden. Voor die clip heeft de band de vakjury- en publieksprijs gewonnen op het Nederlands Online Filmfestival. 
In oktober 2010 kwam Chef'Special met de single Airplaying, die ze voor het eerst hebben laten horen tijdens een bezoek aan De Wereld Draait Door. Met dit nummer wordt de band begin 2011 door radiozender 3FM tot 3FM Serious Talent uitgeroepen, voor de maanden januari en februari. In maart 2011 kwamen ze met de single Scribblin. Ook kwam de band in diezelfde maand met haar debuutalbum: One for the Mrs. Het album is een eerbetoon aan de oude tourbus, The Mrs. Met de single Birds werd de tweede positie in de Tipparade gehaald.
In het televisieseizoen 2011/2012 speelde Chef'Special elke vrijdag in De Wereld Draait Door als huisband.

### Passing Through(2014-2016)
Het tweede album, Passing Through, kwam in 2014 direct binnen op nummer 1 in de Nederlandse Album Top 100. Het album werd in de herfst van 2013 al voorafgegaan met de single Peculiar, waarmee de band in 2016 een gouden plaat won. De tweede single van het album, In Your Arms, werd hun eerste Top 40-hit en ook meteen een grote radiohit. In april 2014 won Chef'Special hun eerste 3FM Award, namelijk in de categorie "Beste Live Act", en In Your Arms in september dat jaar onderscheiden met dubbelplatina.
Een maand later verscheen de single On Shoulders, die begin 2015 werd opgevolgd door Still Don't Know, die te horen is in de Nederlandse film Homies. Beide singles overtroffen het succes van In Your Arms niet. In het voorjaar van 2015 wonnen ze de 3FM Award voor "Beste Band". Daarna bracht Chef'Special een tijdje geen singles uit.

### Amígo(2016-2019)
In de zomer van 2016 keerde de band terug met het nummer Amígo. Ook deze plaat bleef in de Tipparade hangen, maar werd een radiohit en genoot veel populariteit op festivals. Het nummer viel op bij Twenty One Pilots, die de band vervolgens hebben uitgenodigd om mee te toeren door Amerika. Opvolger Try Again werd in het voorjaar van 2017 een grotere hit en overtrof ook In Your Arms in de Top 40. Beide nummers zijn terug te vinden het derde album van de band, Amígo, dat in maart 2017 werd uitgebracht. In april 2017 werd Chef'Special onderscheiden met de Schaal van Rigter voor het nummer Amígo. Diezelfde maand won Chef'Special met dat nummer een 3FM Award in de categorie "Beste Nummer".
De derde single van het album Amígo, getiteld Because I Love You, werd in juni 2017 uitgebracht, maar deed het commercieel minder goed. Nicotine is een van de kleinere liedjes op het album en werd in maart 2018 uitgebracht. Dit nummer werd de eerste Alarmschijf voor Chef'Special en werd een bescheiden succes. Datzelfde jaar werd de band voor het album Amígo onderscheiden met een Edison (categorie "Pop"). Ook werden ze voor de tweede keer uitgeroepen tot "Beste Live Act" bij de 3FM Awards. Eind 2018 werd Into the Future een klein hitje.
In 2019 volgde een Europese tour met optredens in onder andere het Verenigd Koninkrijk, Duitsland en Spanje.

### Unfold(2020-2022)
Eind 2019 kondigde Chef'Special een clubtour aan die binnen twee dagen was uitverkocht. In januari 2020 bracht de band na een kleine twee jaar weer een nieuw nummer uit, Trouble. Dit nummer was een voorproefje op het vierde studioalbum Unfold, dat op 6 maart 2020 in de winkels lag. Het album, dat werd geproduceerd door gitarist Guido Joseph, kende een ander geluid dan de vorige albums. De teksten op dit album hebben een autobiografisch karakter. Het behandelt thema's als verlies en depressie, wat mede kwam doordat frontman Joshua Nolet op dat moment een moeilijke periode achter de rug had.
De single Maybe This Is Love verscheen in maart 2020, en in augustus 2020 werd die opgevolgd door Kaleidoscope. Beide nummers waren minder succesvol dan voorganger Trouble. In november 2020 werd Chef'Special ambassadeur voor War Child.
In maart 2021 kwam Afraid of the Dark uit, wat de grootste hit werd voor Chef'Special tot dan toe. Een maand later ontving de band twee 3FM Awards; ze wonnen in de categorie "Beste Groep" en hun album Unfold werd uitgeroepen tot het "Beste Album". Datzelfde jaar werkten ze samen met La Pegatina op het zomerse Down for Love. In 2022 won de band wederom een Edison Pop, ditmaal voor de videoclip van Afraid of the Dark. Later dat jaar kwamen de singles Superman en You and I uit, maar die deden niet veel in de hitparades.

### New Gold(2023-heden)
In augustus 2023 bracht Chef'Special Miracles uit, wat de band opnieuw een bescheiden hit opleverde. Het succes van het nummer werd overtroffen door de ballad Speed of Light, die eind 2023 werd uitgebracht. In april 2024 bracht de band het vrolijke Fly Like Me uit. Een week later werd het vijfde studioalbum New Gold uitgebracht, dat volgens de band de stijlen van alle vorige albums met elkaar combineerde. Datzelfde jaar sloegen Chef'Special en Armin van Buuren de handen ineen voor de single Larger than Life, die het Nederlandse themalied werd voor het Europees kampioenschap voetbal 2024. 2024 werd afgesloten met de single C'est la Vie, waarin Joshua Nolet grote stukken in het Frans zingt.
Chef'Special begon in 2025 wederom aan een Europese tour met ditmaal optredens in Duitsland, Tsjechië, Oostenrijk, Zwitserland en België. Eind juni bracht de band weer een nieuwe single uit, Love of My Life.

## Prijzen
- 2011: 3FM Serious Talent
- 2014: 3FM Award - "Beste Live Act"
- 2015: 3FM Award - "Beste Band"
- 2017: Schaal van Rigter (met het nummer Amígo)
- 2017: 3FM Award - "Beste Nummer" (met het nummer Amígo)
- 2018: Edison Pop - Album (met het album Amígo)
- 2018: 3FM Award - "Beste Live Act"
- 2021: 3FM Award - "Beste Groep"[16]
- 2021: 3FM Award - "Beste Album" (met het album Unfold)
- 2022: Edison Pop - Videoclip (met het nummer Afraid of the Dark)[13]